# Microliabum
Microliabum es un género de plantas con flores perteneciente a la familia Asteraceae. Comprende 6 especies descritas y de estas, solo 4 aceptadas. Es originario de Sudamérica.

## Taxonomía
El género fue descrito por Ángel Lulio Cabrera y publicado en Boletín de la Sociedad Argentina de Botánica 5: 211. 1955.	La especie tipo es: Microliabum humile (Cabrera) Cabrera	

## Especies aceptadas
A continuación se brinda un listado de las especies del género Microliabum aceptadas hasta julio de 2012, ordenadas alfabéticamente. Para cada una se indica el nombre binomial seguido del autor, abreviado según las convenciones y usos.
- Microliabum candidum (Griseb.) H.Rob.
- Microliabum eremophilum (Cabrera) H.Rob.
- Microliabum humile (Cabrera) Cabrera
- Microliabum polymnioides (R.E.Fr.) H.Rob.

Otras especies que aun están sin resolver:
- Microliabum mulgediifolium (Muschl.) H.Rob